# Lenzerheide
Lenzerheide (Reto-Romaans: Lai) in een plaats in het Zwitserse kanton Graubünden. Over het algemeen wordt de plaats aangeduid als Lenzerheide - Valbella. De plaats is onderdeel van gemeente Vaz/Obervaz.
Lenzerheide is een plaats die bijna geheel gericht is op het toerisme. Zowel in de zomer als in de winter is het een druk bezochte plek.

## Zomer
In de zomer zijn er verschillende dingen te doen in en om Lenzerheide.
- In Churwalden (nabij Lenzerheide) ligt de langste rodelbaan ter wereld.
- Er wordt een hoogstaand fitnessprogramma aangeboden dat zich in het fitnesscentrum en daarbuiten afspeelt.
- Er is een 18 holes golfbaan: Golfclub Lenzerheide.
- Voor de tennissers liggen er 15 tennisbanen in het dal.
- Voor de kinderen zijn er tal van programma's zoals paardrijden.
- Op de Heidsee zijn er watersport mogelijkheden. (De Heidsee ligt middenin Lenzerheide - Valbella)
- Er is 140 km aan wandelroutes aangelegd.
- 4 liften die de hele zomer door draaien
- Men kan een tocht maken van de hoogste berg in het gebied, De Rothorn.

## Winter
Zoals in de meeste bergdorpen in Zwitserland zijn er veel wintersport mogelijkheden.
- 225 km skipiste (56 pistes)
- 2 kabelbanen
- 1 gondelbaan
- 12 stoeltjesliften
- 25 sleepliften
- 1 snowboardpark
- 52 km langlaufloipen waarvan 2 km verlicht.
- Bijna 8 km aan sleeparcoursen.

Er waren plannen om met een 3s lift een verbinding te maken naar Arosa. Deze lift zou bij de oostkant beginnen en zo naar de Hörnli bij Arosa aankomen. Dit plan is door Lenzerheide afgewezen omdat zij bang waren dat Lenzerheide een parkeerplaats zou worden omdat Arosa veel moeilijker te bereiken is.
Op 27 november 2011 is er opnieuw door de bevolking van Arosa en Lenzerheide gestemd over het realiseren van een verbinden tussen de 2 skigebieden. In dit referendum heeft 58% van de bevolking voor het realiseren van de verbinding gestemd. De verbinding is in 2013 gerealiseerd. En zorgde ervoor dat de totale skigebied 225km bedraagt.
In 2025 werd het WK biatlon in Lenzerheide georganiseerd. Dit was de eerste keer dat het WK voor mannen en vrouwen in Zwitserland werd georganiseerd. Eerder waren er al wereldbekerwedstrijden biatlon in Lenzerheide gehouden.